# UU Волка
UU Волка (лат. UU Lupi) — одиночная переменная звезда в созвездии Волка на расстоянии (вычисленном из значения параллакса) приблизительно 5376 световых лет (около 1648 парсеков) от Солнца. Видимая звёздная величина звезды — от менее +16,5m до +11,7m.

## Характеристики
UU Волка — красная пульсирующая переменная звезда, мирида (M) спектрального класса M. Эффективная температура — около 3410 K.